# Île d'Arcins
Ne doit pas être confondu avec Arcins.
L'île d'Arcins est une île fluviale de la Garonne, située sur la commune de Latresne.

## Description
À dix minutes du centre de Bordeaux, il s'agit d'une île de plus de 1,7 km de longueur sur moins de 300 m de largeur. Un ponton y a été aménagé pour pouvoir s'y rendre.

## Toponymie
L’étymologie de son nom est discutée. Arcins pourrait venir du patronyme « Arcinius » ou du nom d’un certain Chevalier d’Ars, qui aurait vécu à l’époque où l’actuelle commune d’Arcins dans le Médoc, située sur la rive gauche de l’estuaire de la Gironde, abritait une commanderie de l’Ordre de Malte, en 1300.

## Histoire
Elle apparait dans les écrits historiques dès le XVIe siècle comme domaine royal sous le nom de « L’œil-de-bœuf ». Exploitation agricole, il reste au centre de l'île la cour pavée d'une demeure en pierres, dite le « château »  dont l’INRA fut le dernier propriétaire. Durant des années, l’île a été un lieu d’expérimentation national pour l’amélioration de certaines espèces végétales.
Ouverte au public depuis 2011, elle est traversée par des passerelles sur pilotis, avec de petites cabanes en bois qui sillonnent une forêt de type tropical.